# Sally Ann Howes
Sally Ann Howes (Londra, 20 luglio 1930 – Palm Beach Gardens, 19 dicembre 2021) è stata un'attrice e cantante britannica.
Nata a Londra, ottiene poi anche la cittadinanza statunitense. La sua carriera in tv, al teatro e al cinema, si estende per oltre sei decenni. Viene soprattutto ricordata per aver interpretato Stella Scrumptious nel film Citty Citty Bang Bang (1968).

## Biografia

### L'infanzia e l'inizio della carriera
Nata a St John's Wood (Londra) in una famiglia di tradizione teatrale, si trasferì poi a Essendon, nell'Hertfordshire, nella residenza di campagna della famiglia durante tutta la Seconda guerra mondiale. Trascorse un'infanzia tranquilla e agiata in compagnia della sua baby-sitter, circondata da una moltitudine di animali domestici e crebbe in un ambiente familiare frequentato da professionisti del teatro e dell'arte, fra cui l'attore e scrittore Jack Hulbert e sua moglie, l'attrice Cicely Courtneidge, che abitavano in una casa adiacente.

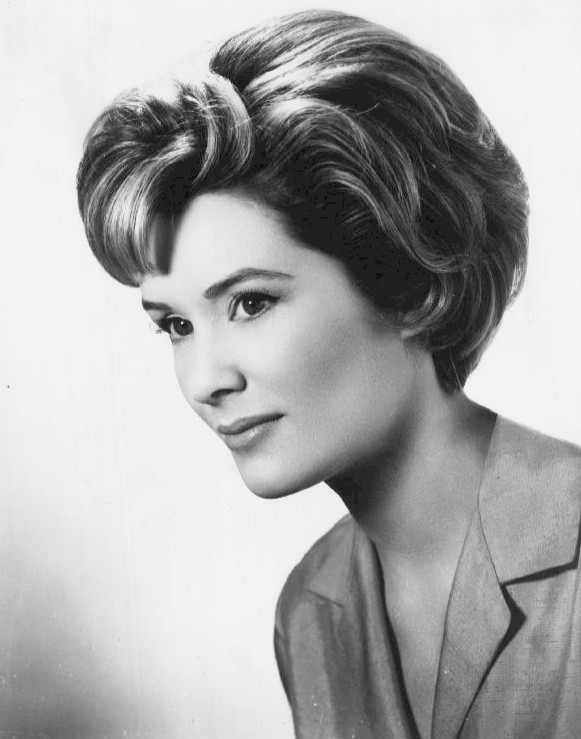
Sally Ann Howes nel 1961

La Howes mosse i suoi primi passi sul palcoscenico in alcune produzioni scolastiche, ma presto venne notata da un amico di famiglia, agente e talent scout, che la propose per il ruolo principale nel film Thursday's Child (1943). I produttori della pellicola, visionati senza successo i provini di almeno duecento ragazzine, raccolsero la raccomandazione dell'agente e chiesero al padre della Howes di poter visionare alcune sue fotografie, e infine affidarono il ruolo alla bambina.
Il film, scritto dal commediografo e sceneggiatore Rodney Ackland, anche lui vicino di casa della famiglia Howes e al debutto dietro la macchina da presa, lanciò la carriera della giovanissima attrice.
Un secondo film, The Halfway House (1944), le consentì di firmare un contratto con Michael Balcon degli Ealing Studios, e di proseguire la carriera con altri ruoli come attrice bambina fra cui Incubi notturni (1945), con Michael Redgrave, Pink String and Sealing Wax (1945), I misteri di Londra (1947), My Sister and I (1948), Anna Karenina (1948), accanto a Vivien Leigh.
Al compimento dei 18 anni, la Howes ricevette l'offerta del produttore J. Arthur Rank di sottoscrivere un altro contratto di sette anni, con il quale ottenne altri ruoli nei film: Stop Press Girl (1949), The History of Mr. Polly (1949), in cui recitò con John Mills, Fools Rush In (1949), e Due mogli sono troppe (1950), quest'ultimo diretto da Mario Camerini.

### Teatro musicale nel West End e a Broadway
Howes aveva iniziato a prendere lezioni di canto su raccomandazione di un amico insegnante che le fece visita, non solo per far emergere i suoi talenti naturali, ma anche per forzare l'abbassamento del suo tono di voce che era abbastanza acuto. Mentre era ancora adolescente, fece la sua prima apparizione sul palco di una commedia musicale in Fancy Free. Alla fine del 1950 apparve in una versione TV della BBC di Cinderella.
Nel 1950 accettò il suo primo ruolo professionale nel musical di Sandy Wilson, Caprice, costringendola a terminare il suo contratto con Rank, con cui era stata infelice con i ruoli nei film. Nel 1990 ricopre il ruolo principale nel musical di Stephen Sondheim A Little Night Music.

## Filmografia parziale

### Cinema
- Thursday's Child, regia di Rodney Ackland (1943)
- The Halfway House, regia di Basil Dearden, Alberto Cavalcanti (1944)
- Incubi notturni (Dead of Night), regia di Alberto Cavalcanti, Charles Crichton, Basil Dearden, Robert Hamer (1945)
- Pink String and Sealing Wax, regia di Robert Hamer (1945)
- I misteri di Londra (The Life and Adventures of Nicholas Nickleby), regia di Alberto Cavalcanti (1947)
- Anna Karenina, regia di Julien Duvivier (1948)
- My Sister and I, regia di Harold Huth (1948)
- The History of Mr. Polly, regia di Anthony Pelissier (1949)
- Fools Rush In, regia di John Paddy Carstairs (1949)
- Stop Press Girl, regia di Michael Barry (1949)
- Due mogli sono troppe, regia di Mario Camerini (1950)
- L'incomparabile Crichton (The Admirable Crichton), regia di Lewis Gilbert (1957)
- Citty Citty Bang Bang (Chitty Chitty Bang Bang), regia di Ken Hughes (1968)
- La nave fantasma (Death Ship), regia di Alvin Rakoff (1980)

### Televisione
- I giorni di Bryan (Run for Your Life) – serie TV, episodio 1x29 (1966)
- Missione impossibile (Mission: Impossible) – serie TV, episodio 4x05 (1969)
- Il virginiano (The Virginian) – serie TV, episodio 9x20 (1971)

## Doppiatrici italiane
- Lydia Simoneschi in: Due mogli sono troppe
- Fiorella Betti in: L'incomparabile Crichton
- Maria Pia Di Meo in: Citty Citty Bang Bang (dialoghi)
- Tina Centi in: Citty Citty Bang Bang (canzoni)
- Rossella Acerbo in: Anna Karenina (ridoppiaggio anni '80)